# Kaufhaus Alsberg
In veel Duitse steden waren winkels onder de naam Kaufhaus Alsberg totdat de ‘arisering ’ onder de nationaalsocialisten de Joodse eigenaren dwong te verkopen en de naam Alsberg uit het straatbeeld verdween.

## Geschiedenis
De familie Alsberg exploiteerde en opende via verschillende ondernemingen met verschillende eigenaren textielwinkels, textielwarenhuizen en warenhuizen in verschillende steden. Naast nieuwe bedrijven kwamen er in de loop van de tijd ook bestaande bedrijven bij, waarbij huwelijken tussen zonen en dochters van de eigenaarsfamilies soms de basis waren voor de zakelijke relaties. 
De formeel zelfstandige detailhandelsbedrijven verkochten goederen die dankzij de centrale inkoop en een goed georganiseerde distributie goedkoop konden worden aangeboden. De centrale functies werden uitgevoerd door groothandelsbedrijf Gebr. Fried & Alsberg GmbH, die eind jaren 1920 een samenwerking had met het eveneens in Keulen gevestigde Alsberg-Eteg-Konzern AG.
Het Alsberg-Eteg-Konzern AG ontstond in 1928 uit de Elberfelder Textil-Handels-AG, die in 1922 werd opgericht en  vanaf 1924 in Berlijn gevestigd was. Er waren verschillende lokale Alsberg-ondernemers bij betrokken, waarvan sommige zitting hadden in de raad van bestuur en de raad van commissarissen . In 1928 had de inkooporganisatie een jaaromzet van 200 miljoen Reichsmark en in 1930 stond het bedrijf op de derde plaats in de detailhandel in Duitsland. Met een jaaromzet van 200 miljoen Reichsmark voor 1929 liet het bedrijf alleen de warenhuisbedrijven Hermann Tietz en Rudolf Karstadt AG voorgaan. 
Nadat de nationaalsocialisten aan de macht kwamen, werd Gebr. Fried & Alsberg GmbH omgedoopt tot KMT Kölnische Mode und Textilgroßhandlung.

## Voormalige filialen
De winkels en warenhuizen van de Alsberg-groep waren:

### Bochum

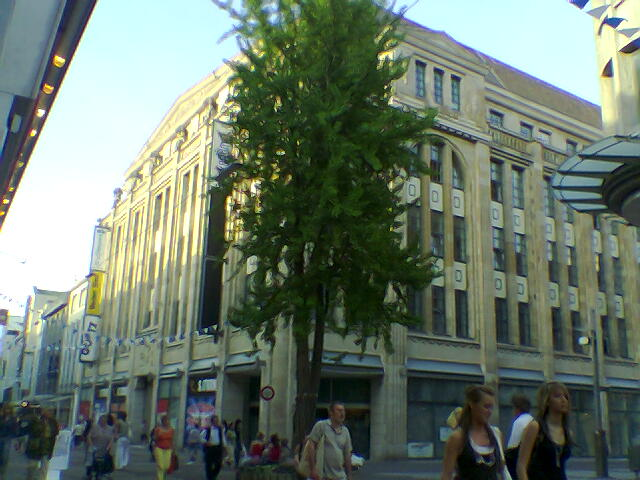
Voormalig warenhuis Alsberg in Bochum

Op 31 maart 1921 werd de naamloze vennootschap Gebr. Alsberg AG, Bochum opgericht. Het bedrijf exploiteerde het warenhuis aan de Hochstrasse (tegenwoordig Kortumstrasse) in Bochum, dat tussen 1914 en 1921 werd gebouwd. Het hoofdkantoor van het bedrijf was tot 27 juli 1929 in Keulen en daarna in Bochum. Siegfried Alsberg en zijn zoon Alfred Alsberg waren bestuurder van de onderneming. 
Het warenhuis werd in 1935 overgenomen door Kaufhaus Kortum AG. 

### Dresden
In 1907 werden winkels geopend onder de naam Gebrüder Alsberg aan de Wilsdruffer Straße 6 en in König-Albert-Passage. Het Kaufhaus  Alsberg in Dresden aan de Wilsdruffer Straße en aan de Schloßstraße werd in 1922 verbouwd en in 1929–1930 uitgebreid. Sinds september 1933 werd het warenhuis geëxploiteerd door Modehaus Möbius GmbH. Het warenhuis werd in 1945 gedeeltelijk verwoest en de ruïnes werden in 1955 gesloopt.

### Duisburg
Theodor Lauter opende in 1893 het warenhuis Gebrüder Alsberg op de hoek van de Beekstrasse en de Universitätsstrasse. Hermann Strauß werd de nieuwe mede-eigenaar.
De toenmalige werknemer Helmut Horten, toen 27 jaar oud, kon dankzij zijn goede contacten met de nationaalsocialisten op 1 mei 1938 het textielwarenhuis Alsberg overnemen van de Joodse eigenaren Strauß en Lauter.

### Gelsenkirchen en Buer

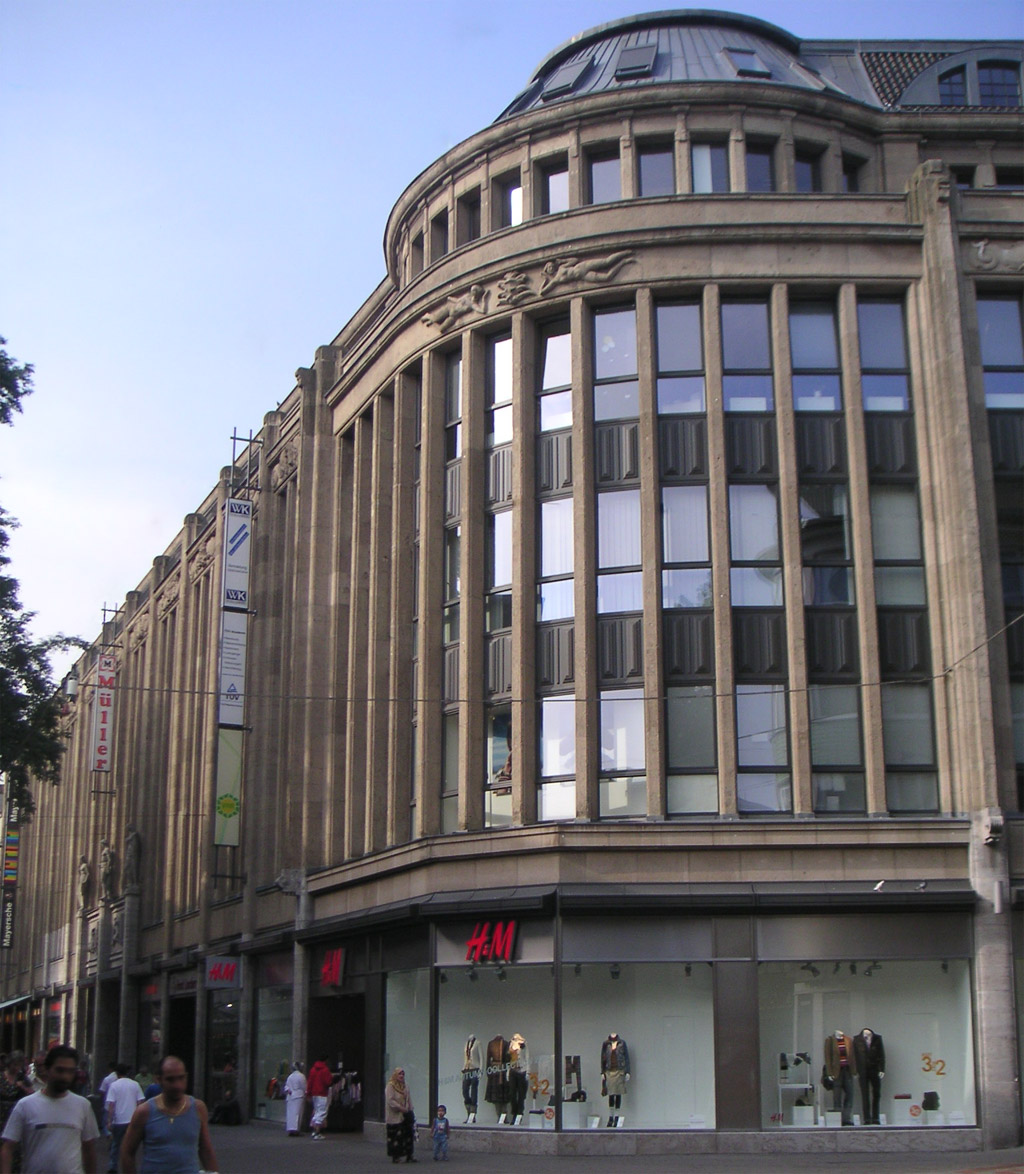
Voormalig warenhuis Alsberg in Gelsenkirchen

De eerste Alsberg-winkel in Gelsenkirchen werd in 1908 geopend aan de Bahnhofstrasse 53.
Het warenhuis aan de Bahnhofstrasse in Gelsenkirchen werd gebouwd door Gebr. Fried & Alsberg oHG en werd in 1912  geopend. In 1928 werd het warenhuis uitgebreid. De naamloze vennootschap Gebr. Alsberg Gelsenkirchen AG werd  op 19 december 1923 opgericht met Siegfried en Alfred Alsberg in de raad van toezicht. Na 1933 werd het aanvankelijk geëxploiteerd door Rings AG onder de naam Westfalen-Kaufhaus (WeKa). 
In de jaren 1927–1928 werd in Gelsenkirchen-Buer een filiaal gebouwd op de kruising van de Hochstrasse en de Horster Strasse. Het ging over naar Rings AG. Nadat Rings AG in 1938 failliet ging, werd het via exeutoriale verkoop verkocht aan de textielhandelaar Josef Weiser .

### Osnabrück

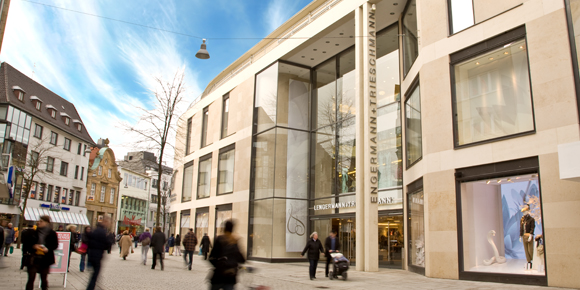
Het huidige warenhuis Lengermann & Trieschmann in Osnabrück

Het warenhuis Alsberg & Co. aan de Große Straße in Osnabrück werd in 1910 opgericht door Max Katz, Gustav Falk en Ludwig Stern. In november 1935 werd het, als onderdeel van de Arisering, Lengermann & Trieschmann. Op dat moment had het 151 medewerkers, waaronder acht Joden.

### Recklinghausen
Alsberg Manufakturen - Konfektionen in Recklinghausen werd 26 maart 1895 opgericht. De koopman Julius Isacson was vanaf 1906 eigenaar van Gebr. Alsberg aan de Breite Straße 6–8 in Recklinghausen. Op 1 september 1927 werd het bedrijf omgezet in een commanditaire vennootschap. Josef Weiser uit Gelsenkirchen-Buer nam het warenhuis op 1 november 1935 over. 

### Witten

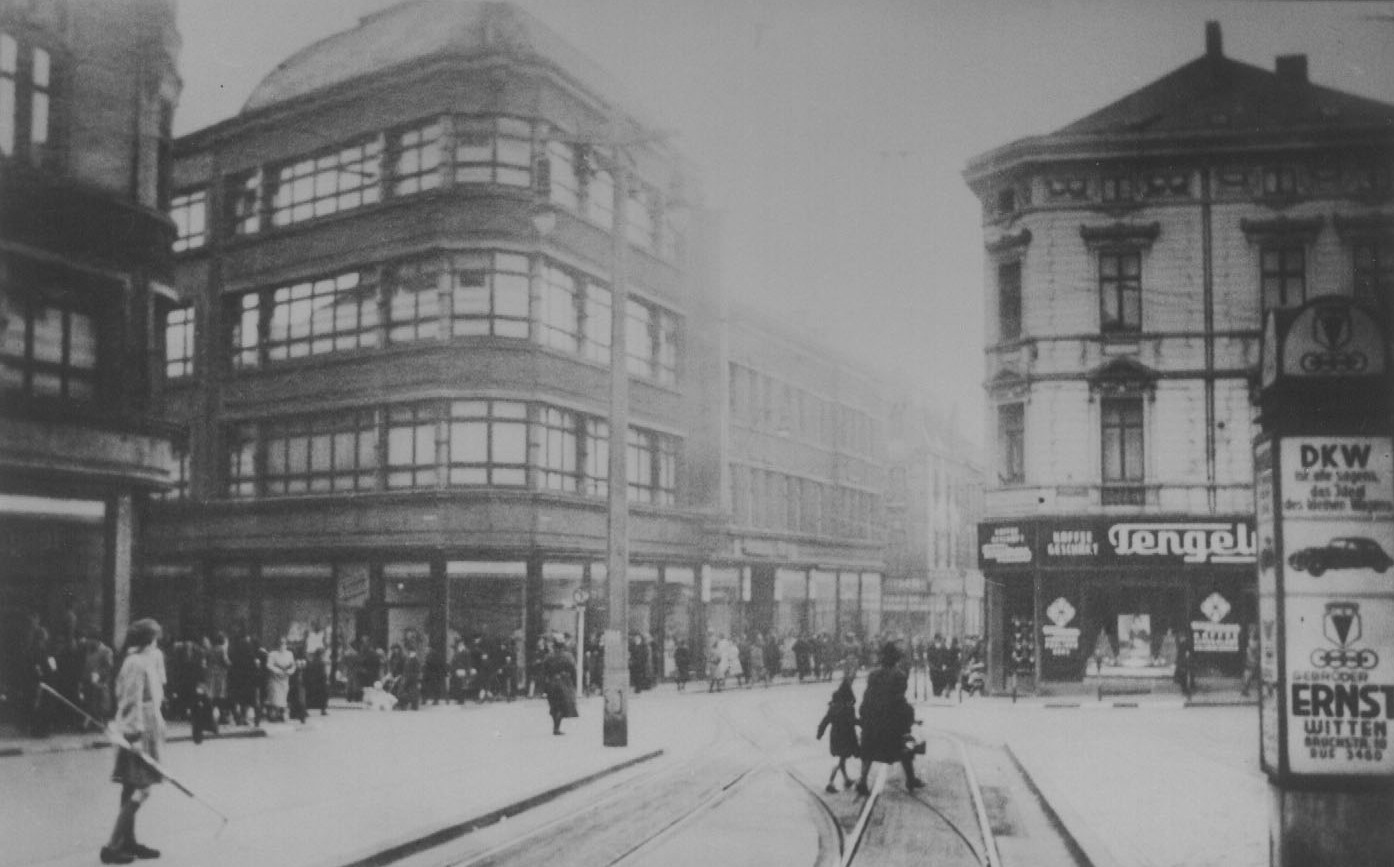
Warenhuis Alsberg & Blank in Witten, Bahnhofstrasse, 1930, links op de foto.

Het warenhuis Alsberg & Blank op de hoek van de Bahnhofstrasse en de Heilenstrasse was het grootste warenhuis van Witten en werd in 1928 opgericht via een zakelijke relatie met het warenhuis Blank van de eigenaren Max Eichengrün en Max Blank. Het aanbod omvatte textiel, leer, schoenen en kleine accessoires.
Tijdens de Arisering in Witten ging het huis naar de kooplieden Otto Neumann en Dr. Cropp uit Siegen en werd in november 1938 heropend onder de naam Neumann & Cropp. 

### Andere locaties
- het voormalige Kaufhaus Opitz in Bielefeld
- een warenhuis in Detmold, Bruchstrasse
- het Kaufhaus Alsberg in Hagen, Elberfelder Straße, gebouwd in 1910–1911 naar een ontwerp van architect Fritz Niebel ; eigenaar Wilhelm Leeser; later Kaufhaus Neugebauer
- het warenhuis in Hamm, Bahnhofstrasse 10/12
- een warenhuis in Hildesheim
- een warenhuis in Iserlohn
- een warenhuis in Kassel
- het damesmodehuis Geschwister Alsberg in Koblenz, am Plan, opgericht in 1875
- het Kaufhaus Alsberg in Lüdenscheid, Wilhelmstrasse
- het Kaufhaus Alsberg in Mülheim an der Ruhr, Leineweberstraße, opgericht in 1928 door Karl Pless; Nieuw gebouw 1928–1929; sinds 1933 Berger & Lindner
- het Kaufhaus Alsberg in Oberhausen
- een warenhuis in Oldenburg, Achternstrasse 9
- het kaufhaus Alsberg in Remscheid, opgericht door Moritz Wisbrun in 1888
- een warenhuis in Solingen
- een warenhuis in Wanne-Eickel
- het Kaufhaus Alsberg in Wattenscheid
- het warenhuis Gebr. Alsberg Nachfolger  in Wuppertal- Elberfeld, Wall 36, later warenhuis Koch